# 16645 Aldalara
16645 Aldalara è un asteroide della fascia principale. Scoperto nel 1993, presenta un'orbita caratterizzata da un semiasse maggiore pari a 2,3141912 UA e da un'eccentricità di 0,1932112, inclinata di 3,72538° rispetto all'eclittica.